# 周敏浩
周敏浩，1963年1月出生，籍贯浙江余姚。上海应用技术学院的前身上海冶金专科学校1983年毕业。分配到上海冶金局，曾经担任过上海冶金局团委书记。1983年7月参加工作，1987年7月加入中国共产党。现任上海市经济和信息化委员会副主任。拟任上海化学工业区管理委员会主任、党组副书记。